# Сё Тайкю
Сё Тайкю (яп. 尚泰久, 1415-1460) — король государства Рюкю династии Сё (1453—1460). Сын короля Сё Хаси и брат Сё Тю и Сё Кимпуку.
Когда Сё Кимпуку умер в 1453 году, разразился спор о престолонаследии между сыном короля Сиро (яп. 志魯) и его младшим братом Фури (яп. 布里). Во время конфликта был сожжён замок Сюри, оба претендента на трон погибли, и королём стал Тайкю. 1456 году император Китая Цзинтай направил к нему миссию саппо.
Период правления Сё Тайкю был временем процветания в морской торговле Рюкю. Историк Джордж Х. Керр пишет, что окинавские купцы иногда получали до тысячи процентов прибыли от предметов роскоши, что Наха превратилась в процветающий портовый город, а поместья местных правителей-адзи также выросли.
Сё Тайкю учился у Кайина, дзэнского монаха из храма Нандзэн-дзи в Киото. Тайкю построил несколько буддийских храмов, в том числе Когэн-дзи, Фумон-дзи , Мандзю-дзи и Тэнрю-дзи, и так называемый «Мост Наций».